# Анилиновые красители
Анили́новые краси́тели — органические соединения, образующиеся при окислении анилина или его солей; широко используются в гистологической технике. Ядовиты, обладают бактерицидным, а некоторые — канцерогенным действием.
Название давно устарело с точки зрения химии, но по-прежнему широко используется в обиходе в значении «синтетические красители».

## История

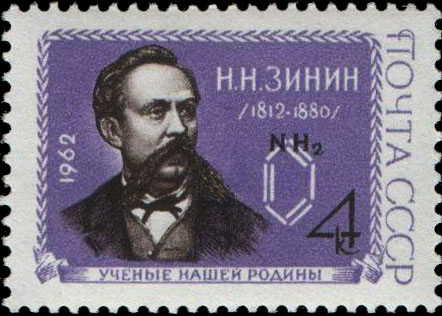

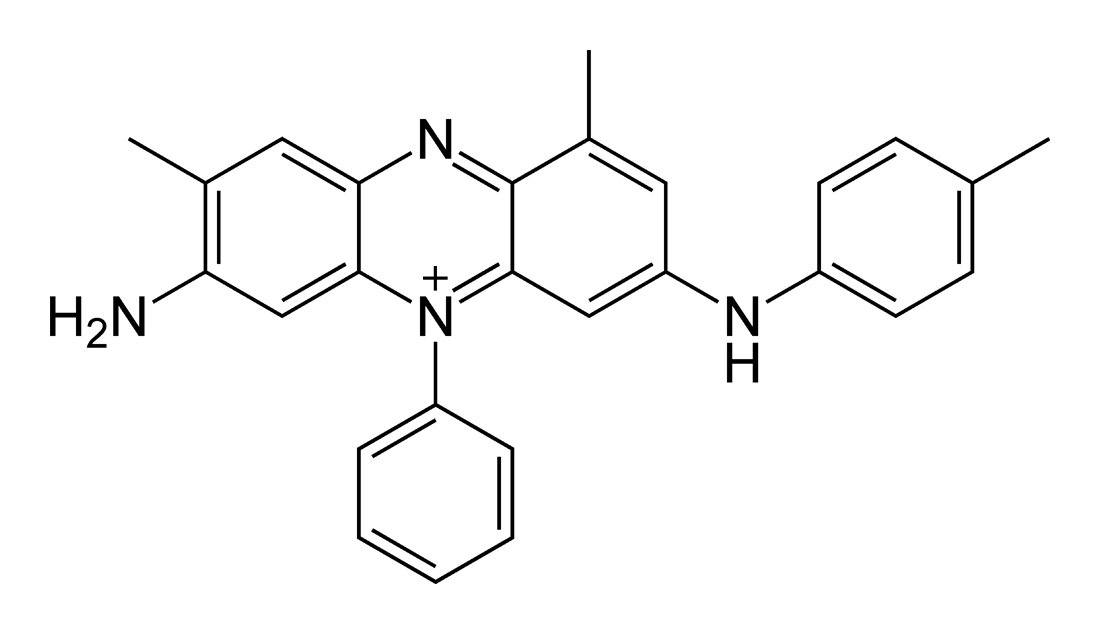
Химическая формула одного из ранних анилиновых красителей — мовеина

Анилин, основной структурный компонент анилиновых красителей, получили независимо друг от друга Фрицше и Зинин (1826, 1840, 1841 — вначале — из натурального индиго, затем — химическим синтезом). Оказалось, что на его основе можно получать органические соединения, обладающие яркой и разнообразной окраской и пригодные для окрашивания.
После того, как Ф. Ф. Рунге обнаружил анилин в каменноугольной смоле, он синтезировал первый краситель из каменноугольной смолы — розоловую кислоту.
В 1842 Зинин впервые восстановил нитробензол в анилин, на основе чего возникло в дальнейшем промышленное производство анилиновых красителей.
В 1850 г. был получен краситель из анилинового масла; Натансон в 1855 г. в г. Юрьеве (ныне Тарту) получил другой краситель, в 1856 г. Перкин синтезировал яркий фиолетовый краситель — мовеин, а в 1857 г. Я. Натансон синтезировал фуксин.
В конце XIX века, следуя запросам промышленности, стремительно развивалась органическая химия, были созданы анилиновый чёрный, голубой, жёлтый, оранжевый и другие красители.
Анилино-красочная промышленность позволила отказаться от дефицитного и дорогого природного сырья (индиго, марена, кошениль, пурпур). Первоначально анилиновые красители использовались в основном в текстильной промышленности, и в 1913 г. их потребление составило 11,9 тыс. т. Производство было сосредоточено преимущественно в Германии и России — так, в России в 1913 г. было произведено около 8,5 тыс. т.
Со временем понятие «анилиновые красители» стало употребляться неправильно, его распространили на органические синтетические красители вообще.
Анилиновые красители широко использовались в промышленном производстве с 1860-х гг. несмотря на то, что многие из них непрочны, разрушаются от воздействия света и воды. Исключением является очень стойкий краситель — анилиновый чёрный.

## Применение
Краска для тканей. 

### В медицине
В медицине используются некоторые анилиновые красители (фуксин, бриллиантовый зелёный), метиленовый синий, метиловый фиолетовый, этакридин.
В клинической практике разрешены к применению:
- Бриллиантовый зелёный — в качестве наружного средства (антисептик)
- Метиленовый синий — используется при лечении отравлений, вызванных метгемоглобинобразующими ядами, в том числе синильной кислотой[2]

В клинической лабораторной диагностике:
- Метиловый фиолетовый, а также генциан-виолет — основной краситель по Граму
- Карболовый фуксин — основной краситель на определение КУМ (Метод Циля — Нельсена)
- Метиленовый синий — дополнительные красители